# Еји е Ломби
Еји е Ломби (фр. Euilly-et-Lombut) насеље је и општина у североисточној Француској у региону Шампањ-Арден, у департману Ардени која припада префектури Седан.
По подацима из 2011. године у општини је живело 109 становника, а густина насељености је износила 10,78 становника/km². Општина се простире на површини од 10,11 km². Налази се на средњој надморској висини од 205 метара.

## Демографија
| 1962. | 1968. | 1975. | 1982. | 1990. | 1999. | 2011. |
| ----- | ----- | ----- | ----- | ----- | ----- | ----- |
| 147   | 157   | 137   | 129   | 123   | 114   | 109   |

График промене броја становника у току последњих година